# Azur i Asmar
Azur i Asmar (fr. Azur et Asmar) – francuski film animowany z 2006 r. Często emitowany w wersji z dubbingiem na kanałach Polsat i Canal+ Film w latach 2008–2010.

## Opis fabuły
Tytułowi chłopcy wychowują się razem, nie są jednak spokrewnieni. Asmar jest dzieckiem ich opiekunki, Azur synem ludzi, u których kobieta pracuje. Pewnego dnia ojciec Azura odprawia matkę Asmara i chłopcy muszą się rozstać. Zapominają o sobie, ale gdy dorośli przypominają sobie o Wróżce dżinów, o której opowiadała im matka Asmara. Poszukując jej, przeżyją wiele przygód, a w końcu wystąpią przeciw sobie, by podejść do najważniejszej próby człowieczeństwa.

## Wersja polska
Postaciom głosów użyczyli:
- Anna Maria Buczek
- Joanna Jabłczyńska – Mała Księżniczka
- Julita Kożuszek-Borsuk
- Joanna Pach
- Jarosław Boberek – Azur
- Andrzej Chudy – Ojciec Azura, Mędrzec
- Leszek Filipowicz – Asmar
- Adam Szyszewski – Kraku

Dialogi: Maria Etienne

Reżyseria i udźwiękowienie: Krzysztof Nawrot

Wersja polska: GMC Studio